# Первая Всебелорусская сельскохозяйственная и промышленная выставка
Первая Всебелорусская сельскохозяйственная и промышленная выставка ― выставка достижений народного хозяйства БССР в Минске.

## История выставки
Работала с 10 августа до 1 ноября 1930 года. Размещалась на территории между сегодняшней Академической улицей и площадью Калинина. Проектированием и строительством выставки руководил архитектор И. Г. Лангбард.
Общее руководство осуществлял Наркомат земледелия и ВСНХ БССР. На 75 гектарах был возведён 61 объект, в том числе 13 павильонов для скота, силосная башня, фабрики по производству растительного масла и переработки овощей и фруктов. Демонстрировалось 19 типичных для республики севооборотов с посевами технических культур. Выставка имела водопровод, полную электрификацию.